# Новоукраинка (Баштанский район)
Новоукра́инка (укр. Новоукраїнка) — село в Баштанском районе Николаевской области Украины.
Основано в 1910 году. Население по переписи 2001 года составляло 239 человек. Почтовый индекс — 56121. Телефонный код — 5158. Занимает площадь 0,4 км².

## Местный совет
56120, Николаевская обл., Баштанский р-н, с. Ермоловка, ул. Ленина, 18